# З пекла в пекло
«З пекла в пекло» (рос. «Из ада в ад») — сумісний німецько-російсько-білоруський художній фільм 1996 року режисера Дмитра Астрахана.

## Сюжет
Польща, 1946 рік. Війна закінчена, але століттями сформовані національні суперечності мають міцну основу — і ставлять героїв перед важким вибором...

## У ролях
- Алла Клюка
- Геннадій Назаров
- Валерія Валеєва
- Аня Клинг
- Геннадій Свір
- Володимир Кабалін
- Май Данциг
- Дмитро Астрахан

## Творча група
- Сценарій: Олег Данилов
- Режисер: Дмитро Астрахан
- Оператор: Юрій Воронцов
- Композитор: Олександр Пантикін